# Omelette aux champignons
L'omelette aux champignons ou omelette de champignons est un grand classique de l'omelette garnie qui a donné lieu à une imposante littérature. Son aspect gastronomique est aussi varié que les variétés de champignons comestibles et son aspect sombre est l'omelette aux champignons vénéneux. Elle est proche des œufs brouillés aux champignons, Gaston Portevin dans son Précis de mycophagie (1939) les réuni dans un seul chapitre.
On distingue les omelettes simples aux champignons (sans autres condiments que quelques herbes ou épices), des omelettes composées dans lesquelles se trouvent l'omelette Jessica (morilles à la crème et pointes d'asperges) ou l'omelette chasseur (foies de volaille et champignons), l'omelette aux moules et aux champignons de Catherine de Bonnechère. En 1729, Le Nouveau cuisinier royal met déjà des champignons et des truffes dans son omelette aux écrevisses.

## Dénomination
Dans la plupart des langues omelette est accolé au nom local des champignons: anglais mushroom omelette, allemand Pilz-Omelette ou Pilzomelette, russe грибной омлет (gribnoy omlet), suédois svamp-omelett, turc mantarlı omlet.
Le chinois 蘑菇煎蛋 (Mógū jiān dàn) champignon/frire/œuf désigne l'omelette aux champignons et 蘑菇炒蛋 (Mógū chǎo dàn) les œufs brouillés (réputés prévenir le cancer du pancréas). En japonais きのこのオムレツ (Kinokono-omuretsu) n'est pas usuel, en revanche キノコの卵 (Kinoko no tamago) œufs aux champignons est plébiscité. Le site cookpad en japonais donne 26 680 recettes avec ce nom (en 2022)
Les versions de l'omelette du sud de l'Europe (cuisson des deux côtés) se font de même aux champignons. En Italie la frittata di funghi se fait avec les cèpes (frittata di Funghi Porcini) et en composée la frittata di carciofi funghi (artichauts et champignons), le gout pour les champignons sauvage est marqué (Frittata di funghi di pino - bolet à base rose - Suillus collinitus - en Sardaigne). La frittata aux mousserons Tricholome de la Saint-Georges (Frittata di funghi prugnoli) est une spécialité de Plaisance et comme ailleurs l'Uova strapazzate ai funghi œuf brouillé aux champignons.
En Espagne la tortilla con champiñones connait les incontournables accords avec les aromates locaux (ail, jambon, oignons) et s'accorde aux champignons du sud de la péninsule : Amanita caesarea (tortilla de amanitas de Martín Berasategui), Amanita ponderosa (œufs brouillés aux gurumelos en Andalousie).

## Histoire
Mattioli Pierandrea (1627) colporte l'idée que «les champignons sont mauvais d'eux-mesmes, ou par trop en manger. Tous neansmoins estouffent les personnes, comme on voit estrangler les pendus. A quoy faut remedier soudain, faisant vomir le patient, [ ] les œufs de poules sont bons contre les champignons, pris avec eau et vinaigre, y ajoutant une drogue de sarrazine». La Varenne (1664) fait une pâte aux œufs qu'il verse sur ses champignons frits. C'est dans L'École parfaite des officiers de bouche (1662) qu'on trouve la première omelette aux champignons: «Faites cuire des champignons entre deux plats: assaisonnez-les de sel, de poivre, de muscade, et faites une omelette... couvrez-la de vos champignons, la pliez en triangle : fermez-la enfin avec du jus de citron».
Jules Gouffé (1884) fait une omelette aux fines herbes qu'il garnit de champignons sautés. La mycologie se développe au XIXe siècle et avec elle la mycophilie. Ainsi les grands auteurs tels Joseph Roques, Persoon et François Simon Cordier rassemblent la connaissance, les recettes d'omelettes aux champignons ne sont pas chez les chefs de cuisine mais chez les spécialistes du champignon. Jean Moyen donne les préceptes de la cuisine des champignons: espèces dont on doit rejeter le pied trop coriace (Lepiota procera, Armillaria mellea, Collybia fusipes, Boletus scaber, etc.), il confirme l'utilité du jus de citron dans la garniture de champignons cuits, il conseille ne pas cuire ensemble des espèces de texture différente: « quelques minutes peuvent suffire à celles qui sont très tendres, tandis que d'autres telles que les Hydnes, les Chanterelles, les Lactaires, demandent près d'une heure».
Escoffier (1934) qui met du persil dans ses champignons ne les utilise pas en garniture mais les mélange avec œufs battus avant de cuire le tout en omelette. Il ajoute «comme variante on pourra joindre aux champignons soit une pincée de ciboulette hachée ou 2 cuillerées de tomates sautées à la Provençale».

Au XXe siècle, Jean Trarieux (Les champignons et leur empire: Récits extraordinaires) écrit une encyclopédie hétérogène sur le sujet.

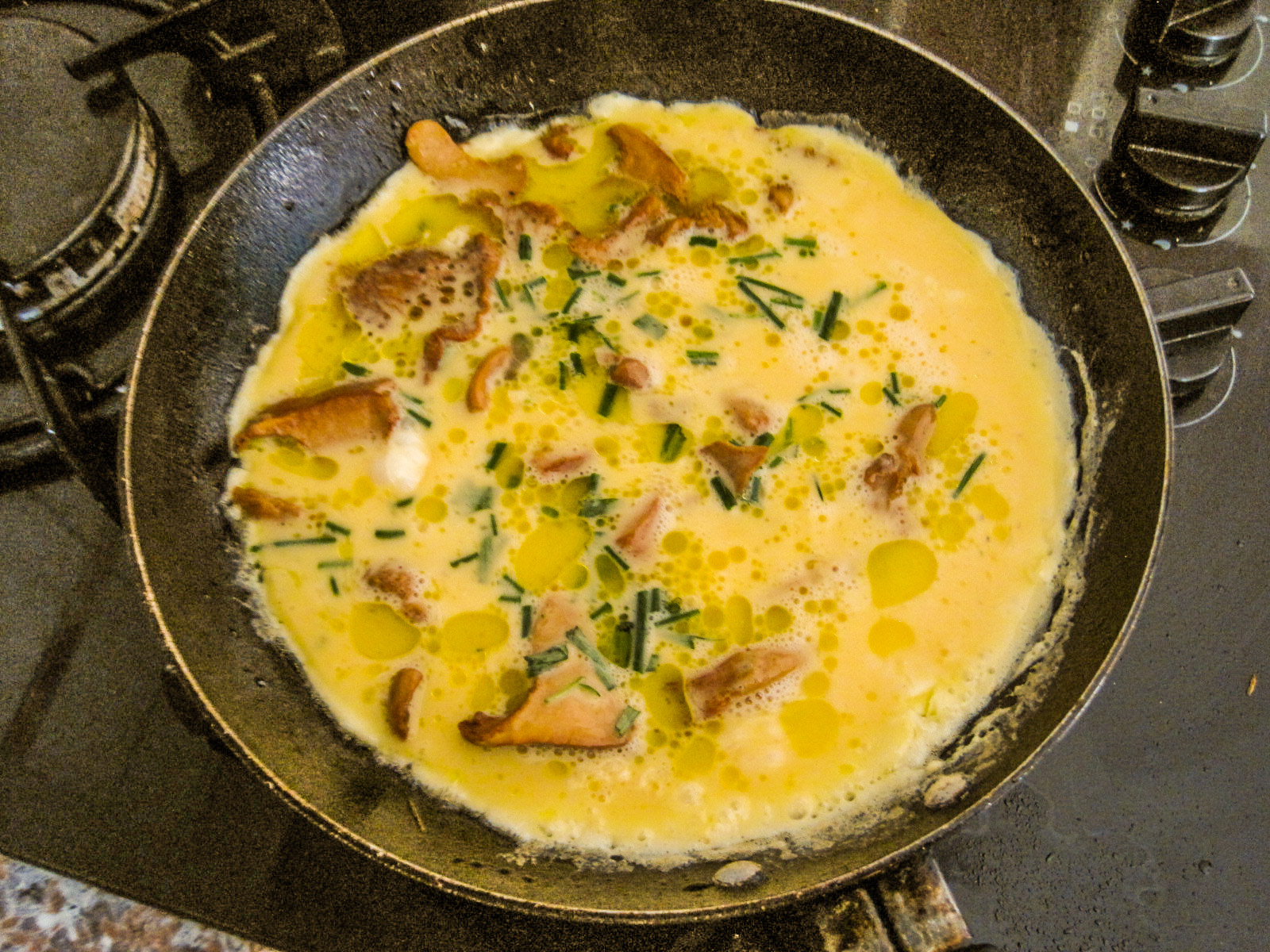
Omelette aux girolles

## Les omelettes aux champignons
Joseph Roques (1841) donne de nombreuses informations sur les utilisations des champignons d'Europe occidentale dans les omelettes. Par exemple, il blanchi les chanterelles avant de les mettre dans l'omelette («on ne doit jamais négliger de le faire» dit Le Journal des Jeunes filles de septembre 1870), il cuit Agaricus campestris (le rosé des prés) avec lard et fines herbes avant d'en garnir l'omelette, il dit le plus grand bien du meunier (Clitopilus prunulus).

### La garniture de champignons
La garniture de champignon pour l'omelette est cuite séparément des œufs, au beurre. Selon certains auteurs les champignons sont hachés selon d'autres détaillés en lamelles, Alain Ducasse les réduit en purée au mixeur (ils les cuit préalablement avec des échalottes dans un bouillon de poulet), dont il enduit l'omelette avant de la rouler. François Marin (1758) ajoute du jus de veau, mais surtout il introduit la garniture de champignons à la crème liée au jaune d'œuf (l'omelette aux mousserons nouveaux se fait de même dit-il). Guillaume Belèze ajoute à la cuisson des champignons une sauce espagnole. La sauce demi-glace dans la garniture est préconisée par Caroline Vannier

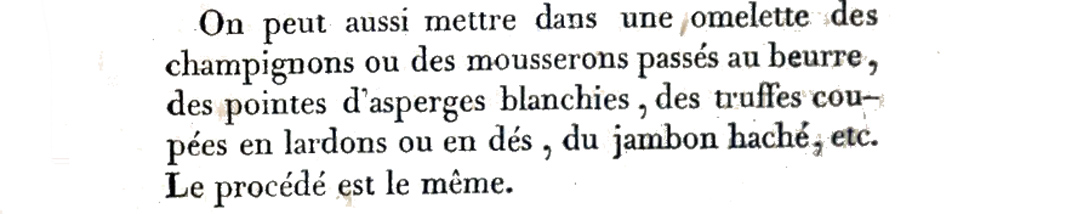
Lecointe et Durey. La cuisinière de la ville et de la campagne. 1831

### La sauce
S'il y a une sauce dans la garniture elle doit être très courte, on dépose les champignons sur l'omelette avec une écumoire pour ne pas détremper l'omelette, le reste de la cuisson est versé sur l'omelette pliée prête à servir comme une sauce. Achile Ozanne écrit à propos de l'omelette aux morilles: «Il faut avoir soin de mettre les morilles avec très peu de jus dans l’omelette, et d’en garder pour verser autour». La cuisson de la garniture de champignons avec un peu de vin blanc et de jus de rôti laisse un peu de sauce. Quand cette sauce est celle de truffes on en nappe l'omelette et on obtient une omelette à la Richelieu. A. Bautte met un peu de sauce madére dans la garniture de son omelette aux champignons. Joseph Favre dans son omelette aux champignons de Paris lie la cuisson des champignons au beurre et à la fécule de façon à former une sauce «compacte». Cyril Lignac fait sa garniture de champignons de Paris avec persil et noisette, il nappe son omelette repliée de crème et de vin jaune réchauffés dans la poêle à omelette.

### Omelette aux truffes

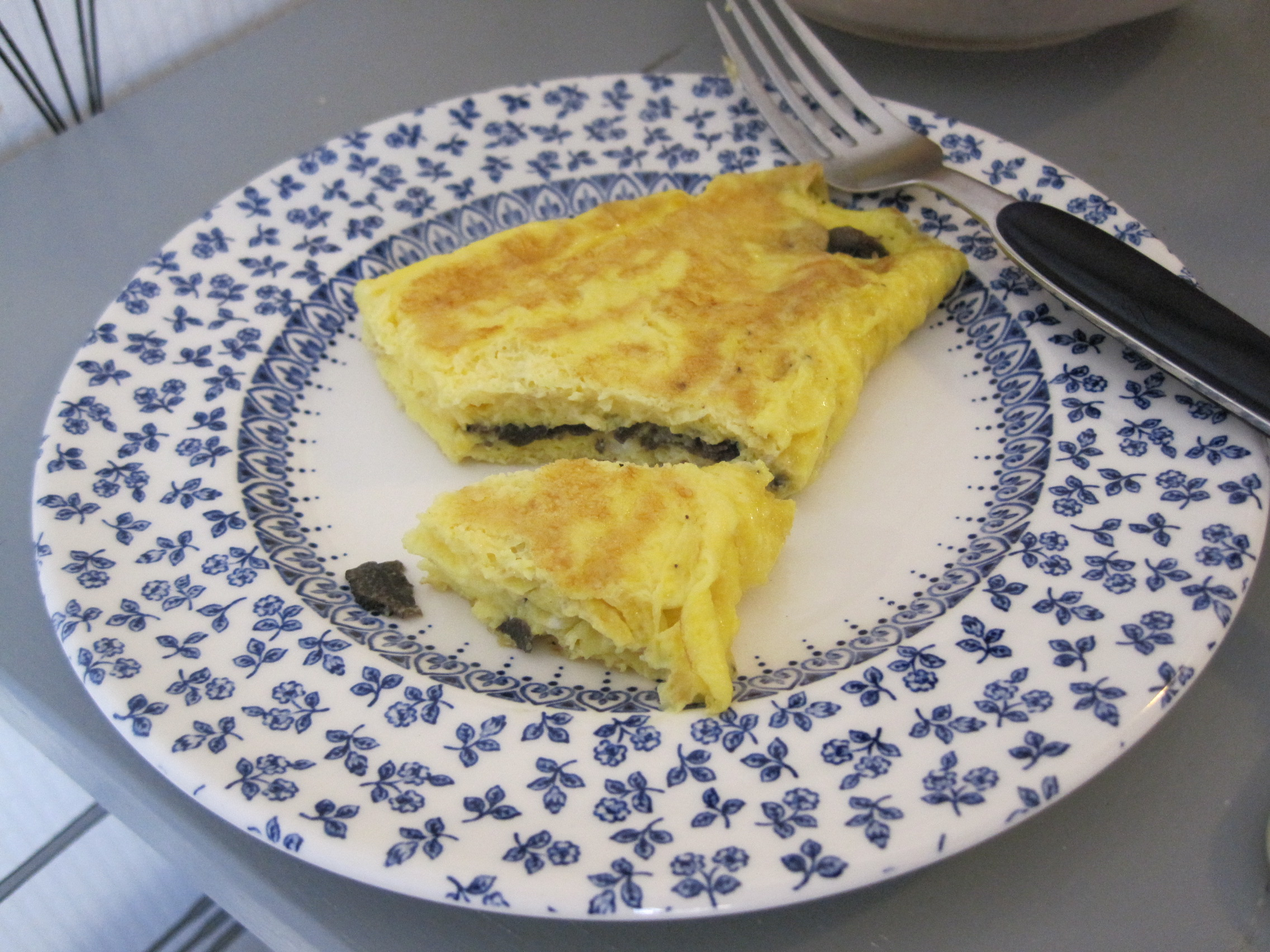
Omelette aux truffes noires pliée en triangle

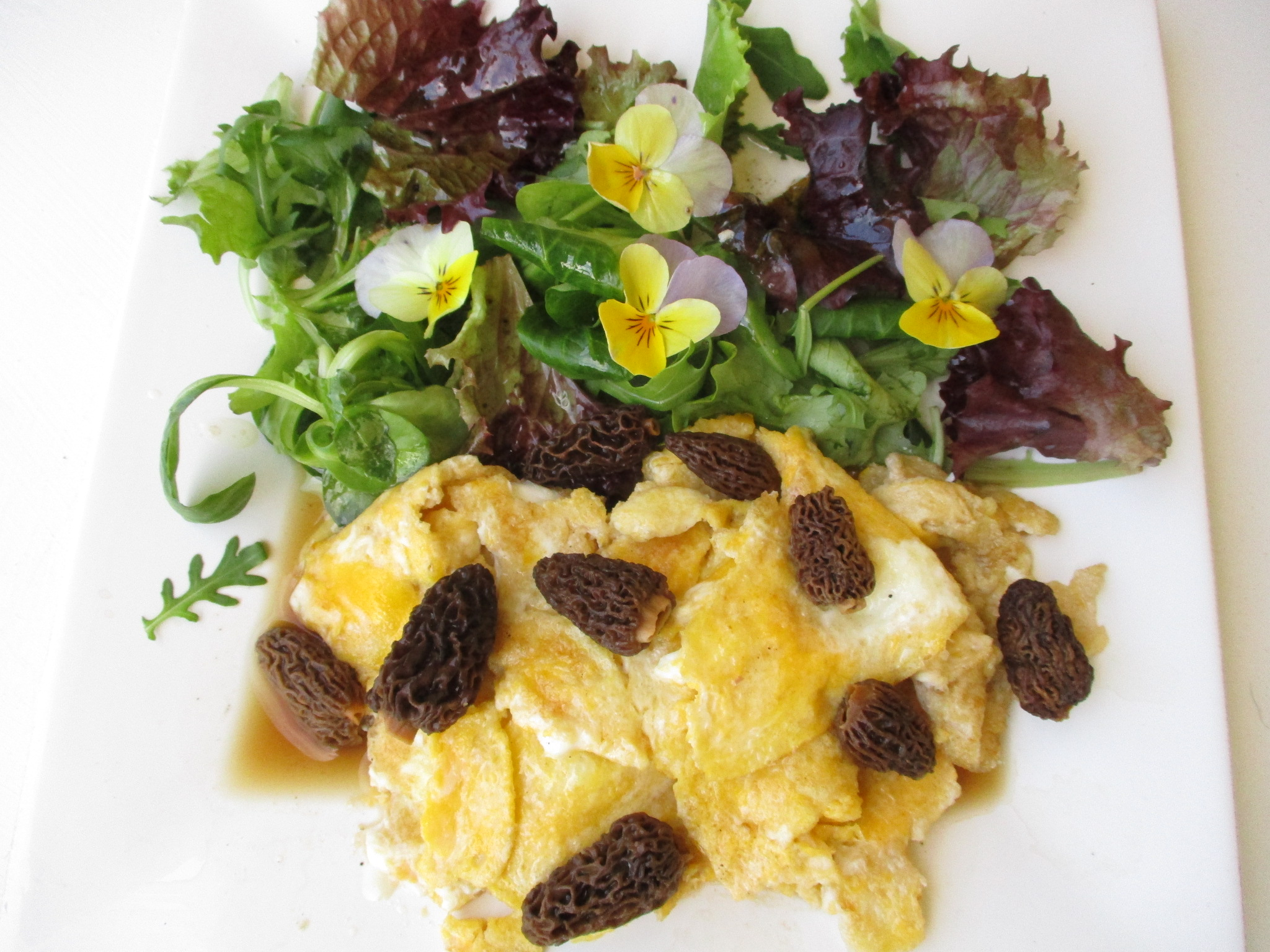
On donne aux morilles un gout de violette: omelette aux morilles et pensées.

Dans les textes numérisés français l'omelette aux truffes est la plus fréquente devant l'omelette aux morilles. L'Institut Appert (1906) distingue l'omelette aux truffes (qui est une omelette garnie de truffes cuites au vin blanc puis pliée) de l'omelette truffée où les truffes en lamelles sont cuites avec les œufs avant de rouler l'omelette. Dans les deux cas on utilise des truffes trop petites pour servir à autre chose. La préparation de la garniture de truffes est variable: cuites dans le Madère avec du lard et de la glace ou demi-glace de viande ou de volaille chez Gaston Portevin.

### Omelettes de champignons sauvages

#### Omelette aux morilles
«Au dire des fins gourmets, l’omelette aux morilles l'emporte sur l’omelette aux truffes; la recette en est peu compliquée, mais elle demande certains soins. Voici donc la manière de procéder pour arriver à un résultat parfait : plonger les morilles dans l'eau assez chaude afin de faire sortir la terre qui se glisse parfois dans les cavités du chapeau; les retirer délicatement et surtout promptement, car un lavage prolongé enlèverait aux morilles tout parfum, ce délicieux parfum qui tient à la fois de celui de la truffe et du champignon. Après cela les essuyer légèrement, les couper en morceaux et les faire revenir à petit feu dans la poêle avec de bon beurre; ceci fait, jeter dessus les œufs bien battus, et confectionner l'omelette» Babet. La France du 31 mars 1882.
99 omelettes originales (1976, une bible de l'omelette) donne deux recettes d'omelette aux morilles: morilles au beurre et aux morilles à la crème dans laquelle les morilles sont cuites avec un peu de vin blanc sec avant d'ajouter la crème.

#### Omelette de vesse-de-loup
Cette omelette est réputée en Angleterre et en Italie. Calvatia gigantea tranchée avec la peau est proposée en omelette soufflée par Connaître, cueillir et cuisiner les champignons sauvages du Québec (2002), la cuisson de la garniture est de 10 min. Il existe une variante de tranches de vesses-de-loup trempées dans des jaunes d'œufs battus et saupoudrées de fines herbes, frites au beurre sous le nom d'omelette à la vesse-de-loup (1893). La même Revue Britannique qui la qualifie d'excellente et explique qu'on peut retirer une tranche du champignon et le laisser se développer sans dommage. François Simon Cordier recommande de préférer les vesses-de-loup jeunes.

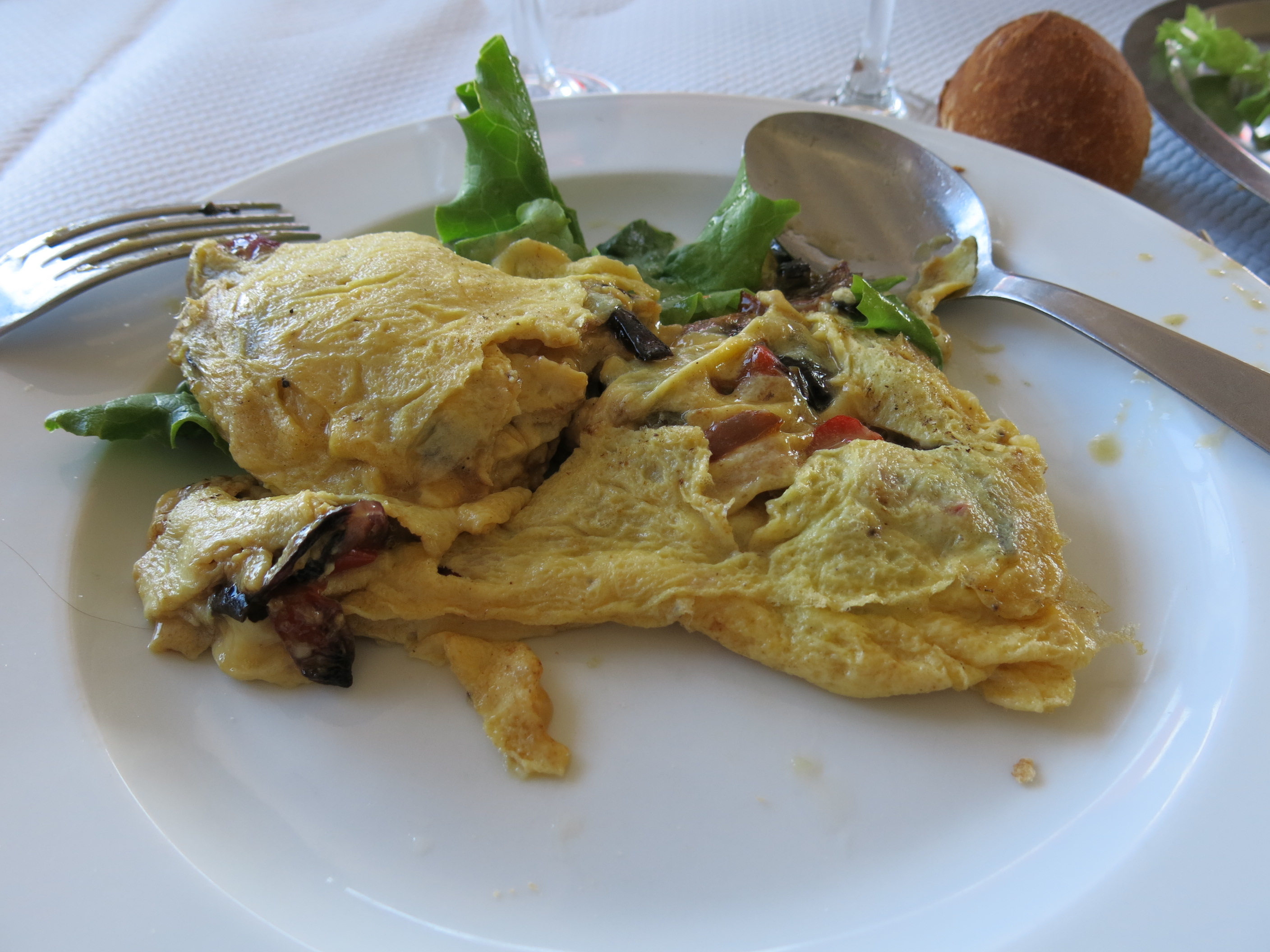
Omelette aux cèpes (Pyrénées Atlantiques) pliée en portefeuille

#### Omelette aux cèpes
Parfois omelette périgourdine, souvent servie dans le Quercy et le Périgord, on peut ajouter une pointe d'ail à la garniture de têtes de cèpes qu'on cuit vivement. C'est un classique dont la garniture aux lardons (blanchis) et au cerfeuil est versée dans les œufs battus avant cuisson. Paul Reboux (1934) donne le détail de la procédure: «il ne s’agit pas de jeter des cèpes dans une omelette au moment de la replier. Cette façon de fourrer les omelettes à la dernière minute est d’une grossièreté insoutenable. [ ] battez les œufs. Poivrez-les. Salez l’ensemble. Et mêlez-y un peu de crème fraîche, et quelques cèpes frais découpés en lamelles et qui auront blondi au beurre. À l’intérieur, vous mettrez une abondante charge de cèpes émincés baignés d’une sauce à la crème et au bouillon un peu relevé. De cette même sauce à la crème, il faudra napper l’omelette et faire dorer légèrement cette couche de crème par le feu supérieur du four avant d'envoyer le plat aux convives». La garniture avec des cèpes à la bordelaise (à l'ail, au Madère et au bouillon) est citée.
On la rencontre avec des cèpes en mélange avec des oronges, avec des morilles des escargots et des noix.

#### Autres champignons sauvages
L'oronge se prépare comme l'agaric (huile d'olive ou beurre, vin, persil). Paulet mentionne la méthode donnée par Apicius : cuisson dans le vin cuit, avec coriandre, ou le suc des viandes, liaison au miel, l'huile et les jaunes d'œuf. La russule jolie Russula lepida est donnée pour excellente en omelette, Omelette aux pieds-de-moutons ou aux tricholomes de la Saint-Georges aussi. Les lactaires exigent une cuisson longue. Le coprin chevelu doit être choisi jeune pour l'omelette et cuit brièvement à feu vif. Charles Richon trouve les grandes coulemelles d'un gout trop fort dans l'omelette. Linda Louis met du chou vert (qui donne une touche de fraicheur) dans son omelette aux trompettes de la mort. Le Laccaire améthyste donne une omelette colorée.

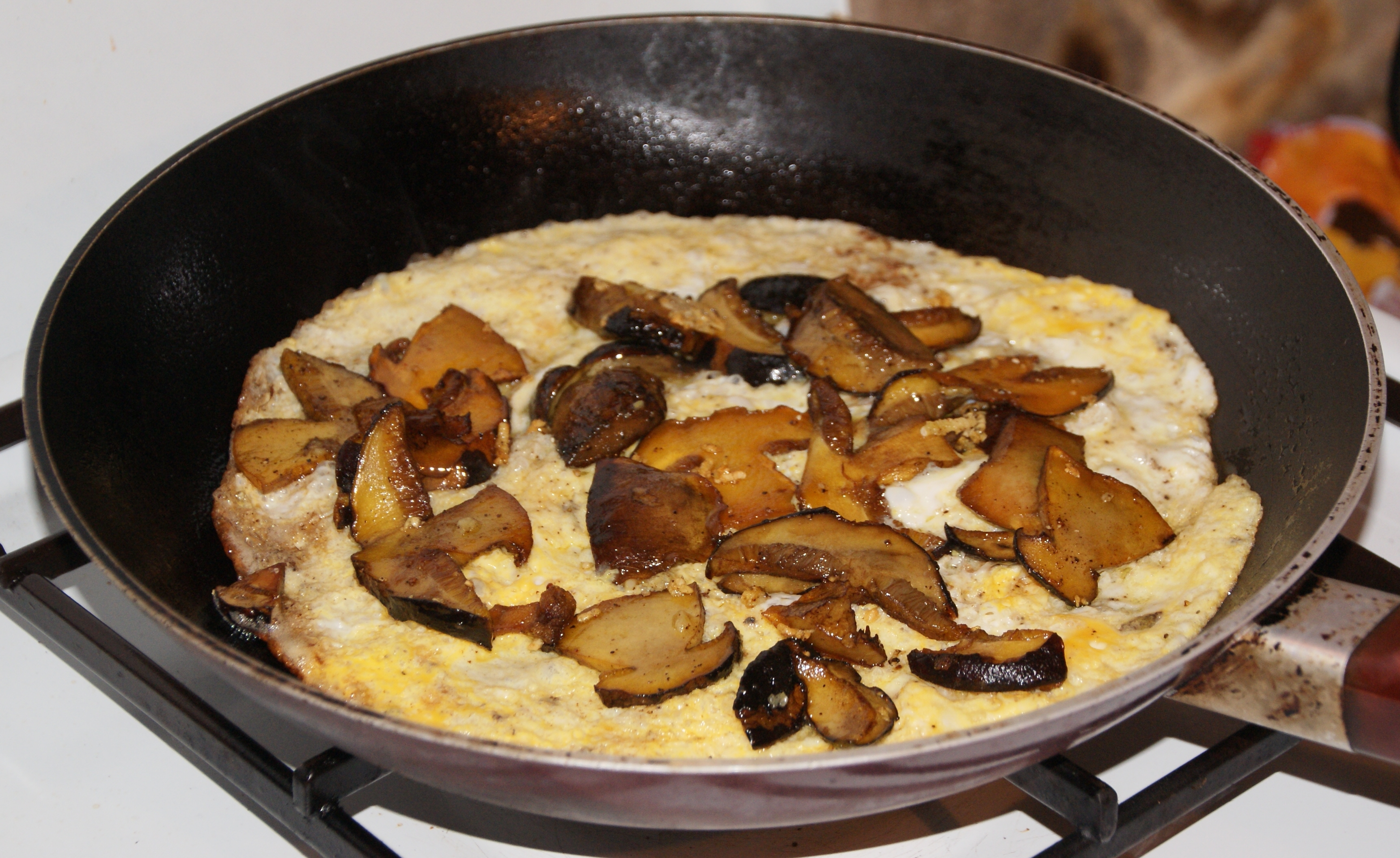
omelette aux bolets

### Omelette de champignons cultivés
La plus commune est l'omelette aux champignons de Paris (Agaric bisporus) qui sont cuits doucement au beurre (50 g pour 2 oeufs) est versés sur l'omelette avant pliage, quelques lamelles sont réservées pour la décoration. L'oreille de judas (Auricularia auricula-judae) qui pousse sur le bois de sureau est un champignon asiatique cultivé qu'on peut utiliser en omelette y compris réhydraté et préparé comme les précédents.
Les champignons noirs chinois (Auricularia nigricans) se font en omelette composée 洋葱木耳炒鸡蛋 (Yángcōng mù'ěr chǎo jīdàn) œufs brouillés aux oignons et champignons: mélange de champignons noirs, d'oignons, d'huile, de vinaigre et de sauce soja avec les œufs battus. Le maitaké est le japonais les plus adapté aux omelettes.

## Autour de l'omelette aux champignons

### Variantes

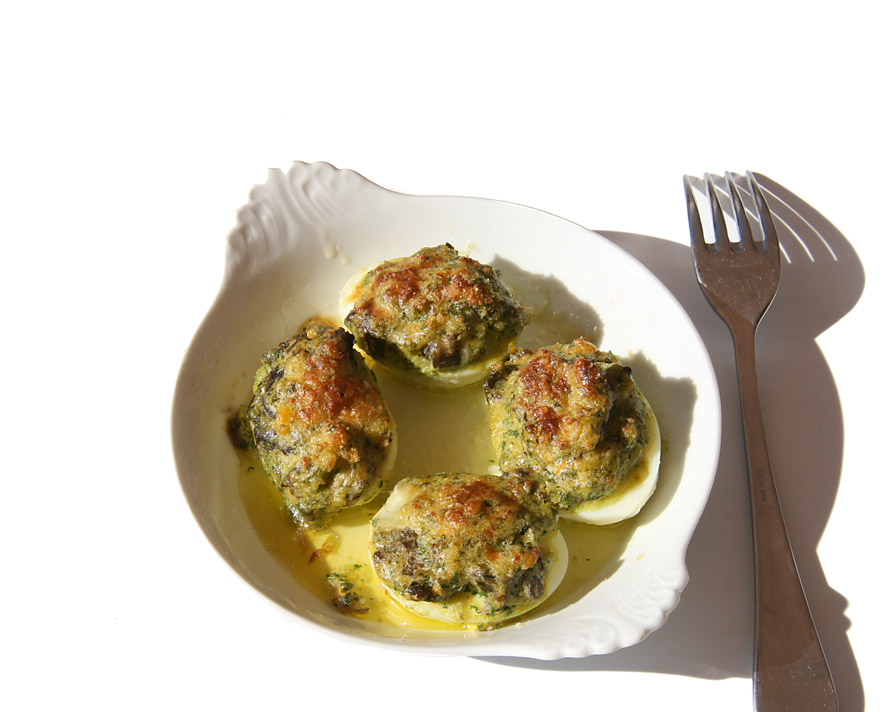
œufs farcis aux champignons

La rencontre de l'œuf et des champignons est féconde. Les œufs durs aux champignons (1758) sont cuits ensemble puis crémés. Les œufs cuits peuvent être nappés d'une sauce aux champignons. Les œufs farcis aux champignons (avec persil et échalotte) peuvent être servis en gratin d'œufs aux champignons.
Dans la vieille cuisine les pâtés de godiveau étaient des petits pâtés à base de veau, mies de pain, crème, persil, ciboules, champignons et œufs cuit dans une pâte feuilletée.
Chez Escoffier, l'omelette Durand est une omelette aux champignons et aux artichauts avec un cordon de sauce demi-glace tomatée ; l’omelette mexicaine est une omelette champignons/poivron rouge et tomate.

### Que boire avec l'omelette aux champignons?
Le vin et les œufs ne sont pas aisés à assortir, les conseils d'accord vin/omelette aux champignons sont hétérogènes depuis des vins faciles aux plus complexes.
- Certains vins à l'évolution aromatique aux parfums forestiers[69] conviennent bien au mélange œufs-champignons, par exemple les monocépages rouge portugais baga (terroir la Bairrada)[70]. À l'opposé en Italie on aime la frittata aux champignons des blancs secs, moyennement corsés (Colli di Conegliano Bianco, Velletri Bianco) ou des vins mousseux (spumante) spécialement ceux du Latium[71].
- L'omelette aux truffes demande des grands vins vieux évolués[72], rouges (grand Bourgogne, Meursault, Margaux, Pomerol[73]) ou blancs (Puligny-Montrachet, un Hermitage blanc, grand Jura), la liste des vins conseillés est proche pour l'omelette aux cèpes en admettant des vins plus faciles[74].
- L'omelette aux oronges en Italie est accompagnée de sauvignon blanc, en rouge l'Arbois est conseillé[75], en Andalousie les rouges Reserva de la Rioja ou de la Ribera del Duero,
- L'omette aux chanterelles en Italie est accompagnée de pinot noir[76], l'Agrelo de Mendoza argentin est bien classé aussi avec les vins charpentés (rouges) d'Alentejo[77].
- L'omelette aux champignons de Paris avec des vins rouges fruités, légers, souples (Beaujolais)[78].
- Les amateurs apprécient avec les champignons en galette un cidre équilibré, pas très sucré, avec une pointe d'acidité et d'amertume aux aromes de fruits mûrs et de fleurs[79].

## Mortelle omelette
Les champignons vénéneux causent depuis longtemps des empoisonnements souvent fatals. Les symptômes de l'Intoxication par les champignons sont décrits par l'ANSES.
Jean Trarieux cite les 3 grands empoisonneurs: l'amanite phalloïde (90% des empoisonnements mortels - description d'un empoisonnement par une omelette chez Joseph Roques), l'amanite vireuse et l'amanite printanière. Un empoisonnement avec une omelette à l'amanite tue-mouches est décrit en 1896 dans le Bulletin de la Société mycologique de France. Depuis longtemps la presse rapporte des cas de familles entières empoisonnées par une magnifique omelette.
Le roman Le diamant rose de Claude Montorge nous apprend à identifier le coupable d'un empoisonnement à l'omelette aux champignons : «Roger de Saules, n’avait pas touché à l’omelette aux champignons qui avait été servie. Il avait prétexté le manque d’appétit et, quelques instants après, il s’était jeté gloutonnement sur le poulet. Le malade eut de la peine à repousser une idée monstrueuse qui venait de se faire jour dans son esprit: [ ] Combien de temps après l’absorption des végétaux vénéneux les accidents peuvent-ils se produire? demanda-t-il [au docteur]? - Douze, seize, quelquefois vingt-quatre heures. - Alors, il n’y a pas de doute, nous sommes empoisonnés par des champignons». Le délai d'apparition des signes cliniques est un élément du diagnostic d'empoisonnement phalloïdien. Le film Le roman d'un tricheur raconte comment le tricheur privé de diner pour chapardage échappe à la mort de sa famille entière à cause d'une omelette aux champignons.

## Anthologie
- Achille Ozanne. L'Art culinaire : organe officiel de la Société des cuisiniers français. Paris. Janvier 1895[34].

« J’aime à revoir celte retraite
Qu’abritent les arbres géans
Dont le vent agite le faîte
Comme les flots des Océans.
La belle moisson de morilles
Que nous y faisions tout gamins,
Mettant nos blouses en guenilles,
Après les ronces des chemins !
Et tout fiers de notre cueillette
Quels éclairs dans nos yeux ardents,
Lorsqu'apparaissait l'omelette....
Qu’on dévorait à belles dents ! »

- Le Mercure d'Orthez et des Basses-Pyrénées Tribunaux - Cour d'assises des Landes. 20 novembre 1875[88]. (L'empoisonnement par amanite phalloïde est décrit comme comparable à l'empoisonnement par le phosphore[89])

« La femme Descat, qui vient de comparaître devant la cour d’assises des Landes, est une émule de Mme Lafarge, mais une émule bien au-dessous de son modèle. Elle a tenté d’empoisonner son mari pour se livrer entièrement à son amant, le sieur Poussade, qu’elle avait réussi à introduire dans la maison à titre de pensionnaire. [ ] A la fin Descat, ayant conçu des soupçons, congédia l’intrus. 
Sa femme en ressentit une vive irritation, et, le 19 juillet, elle prépara une certaine omelette aux champignons qui devait à tout jamais la débarrasser de son mari. Un soir, Descat étant rentré de son travail, trouva sa femme alitée se plaignant d’une violente migraine. Il prit dans un tiroir l’omelette que lui avait préparée sa femme, et en avala une bouchée; le goût en était tellement insupportable qu’il s’arrêta, son estomac s’étant soulevé de dégoût.
Il se coucha immédiatement, mais la chaleur qu’il ressentait dans les intestins l’empêcha de dormir. Il réprouvait à chaque instant l’envie de cracher et il eut alors l’idée de vérifier les restes de son omelette : il l’a trouva remplie de bouts d’allumettes chimiques.
Reconnue coupable, avec circonstances atténuantes, l’accusée a été condamnée à 12 ans de travaux forcés »

- .Louis Ternier. Causerie de saison. Les Cèpes. Le Figaro du 21 octobre 1923. p. 6[90]

« Je viens, au retour de la chasse, de savourer une omelette aux cèpes cueillis le matin même. Le cèpe pourrait être la truffe du pauvre, et nous sommes pauvres de  truffes en Normandie. Notons, toutefois, qu'au pays des truffes, le cèpe est aussi fort en honneur, n'en déplaise la truffe, dont cependant je m'en voudrais de médire, quand j'ai l'occasion de la rencontrer en compagnie d'un faisan ou d'un perdreau, voire de quelques œufs brouillés ou en omelette »